# Вулиця Івана Мазепи (Дрогобич)
Вулиця Івана Мазепи — вулиця у середмісті Дрогобича.

## Розташування

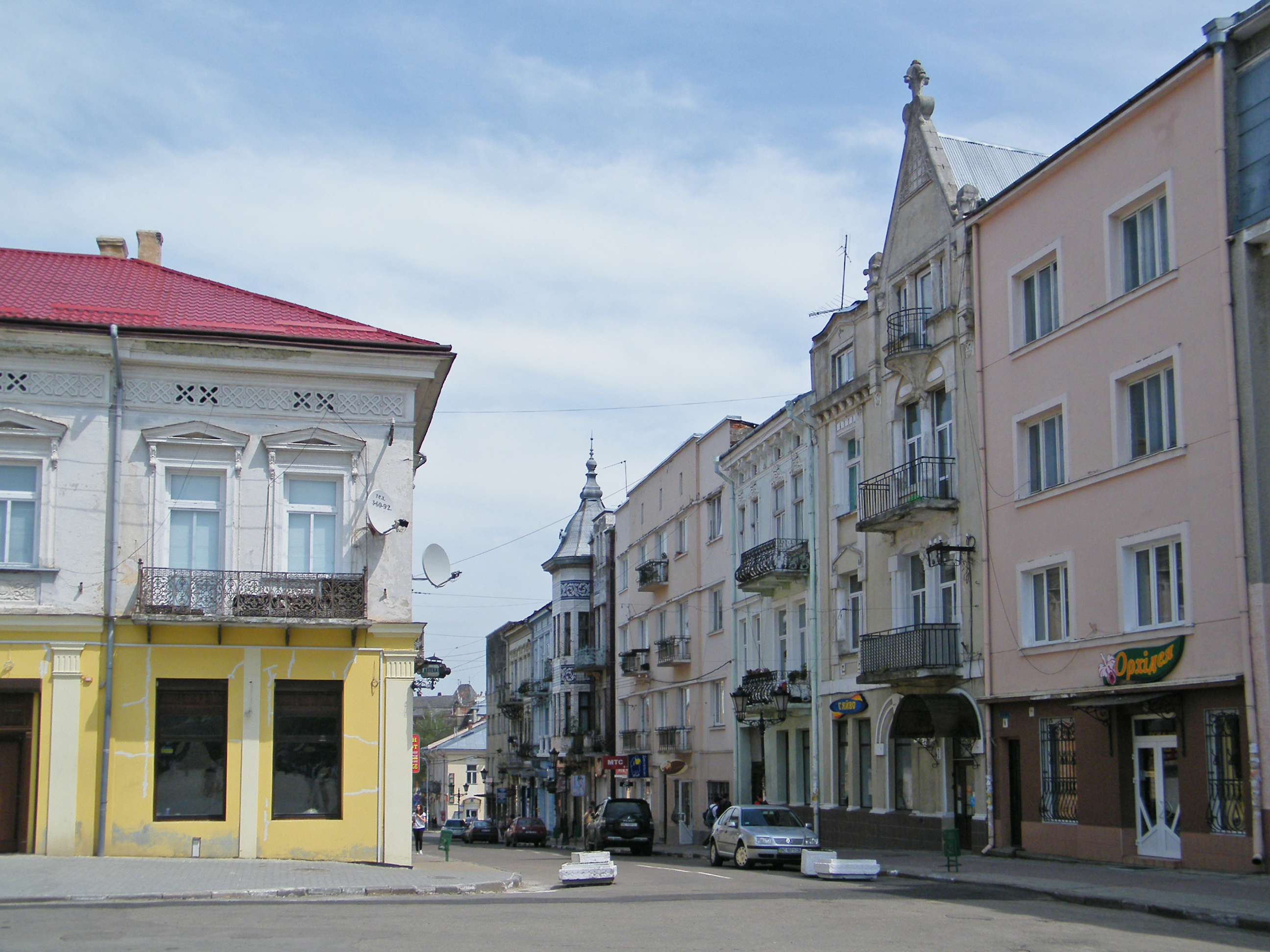
Початок вулиці Івана Мезепи

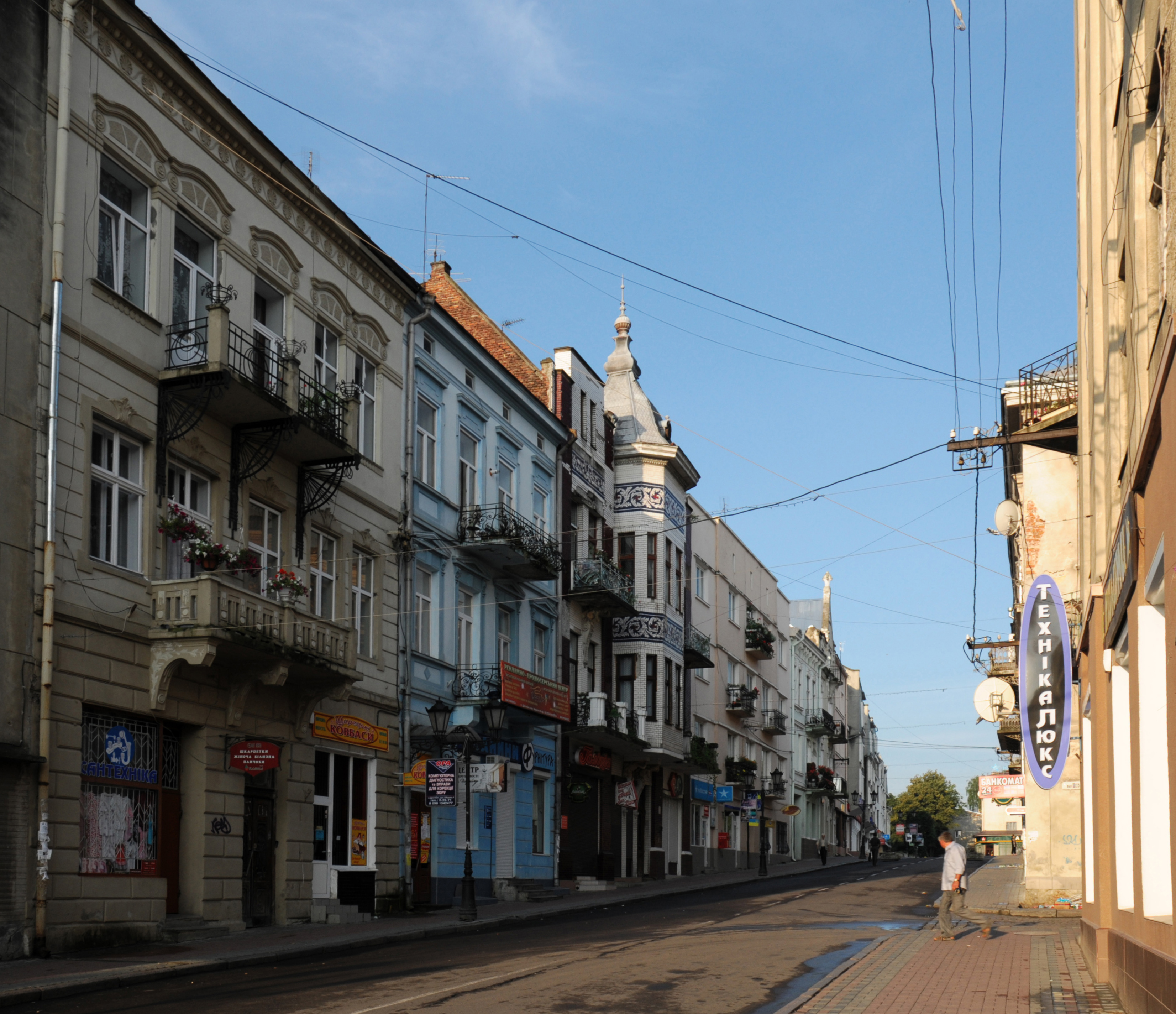
Вид з боку вулиці Левицького

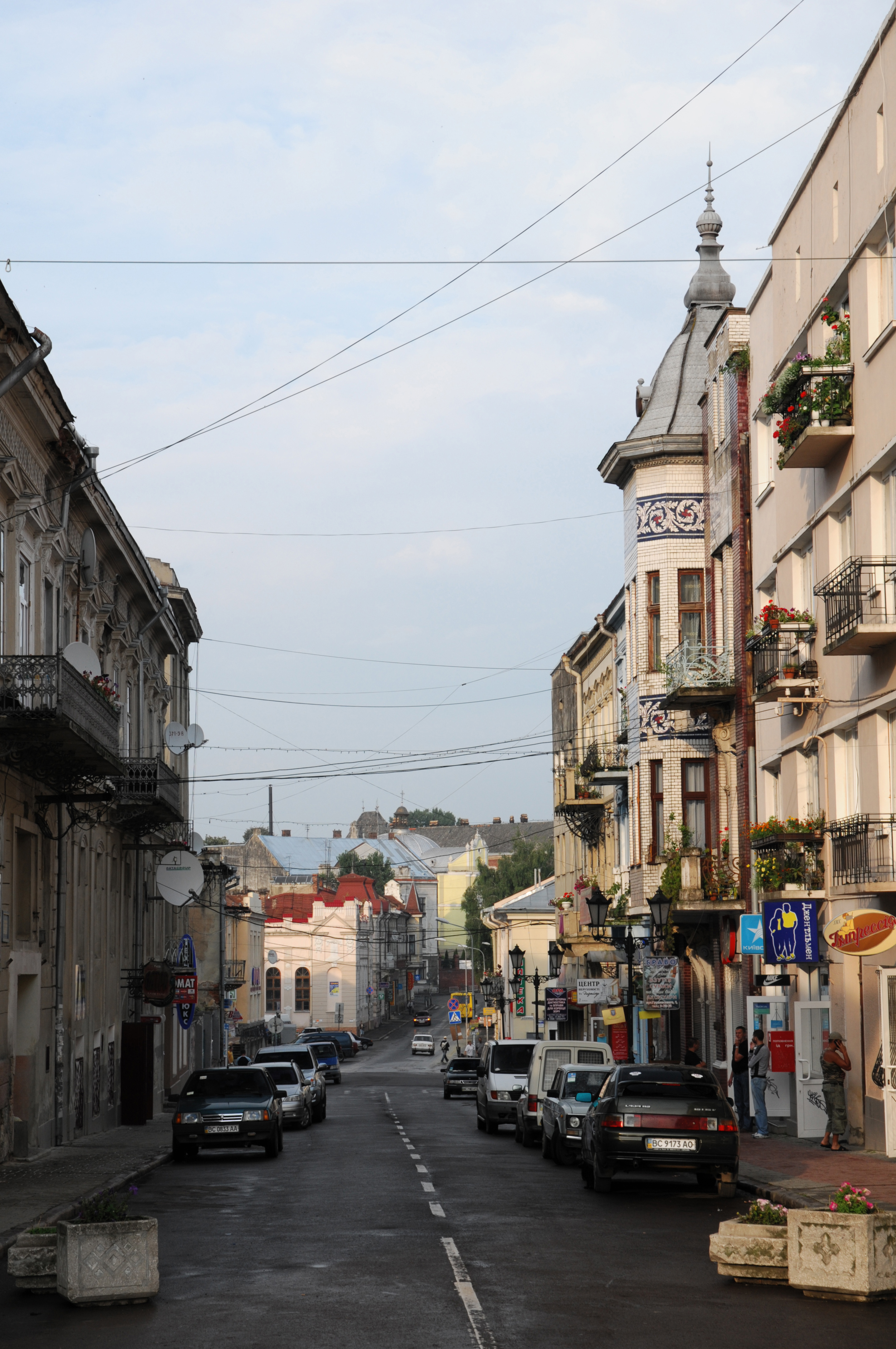
Вулиця Івана Мазепи, вид з боку площі Ринок

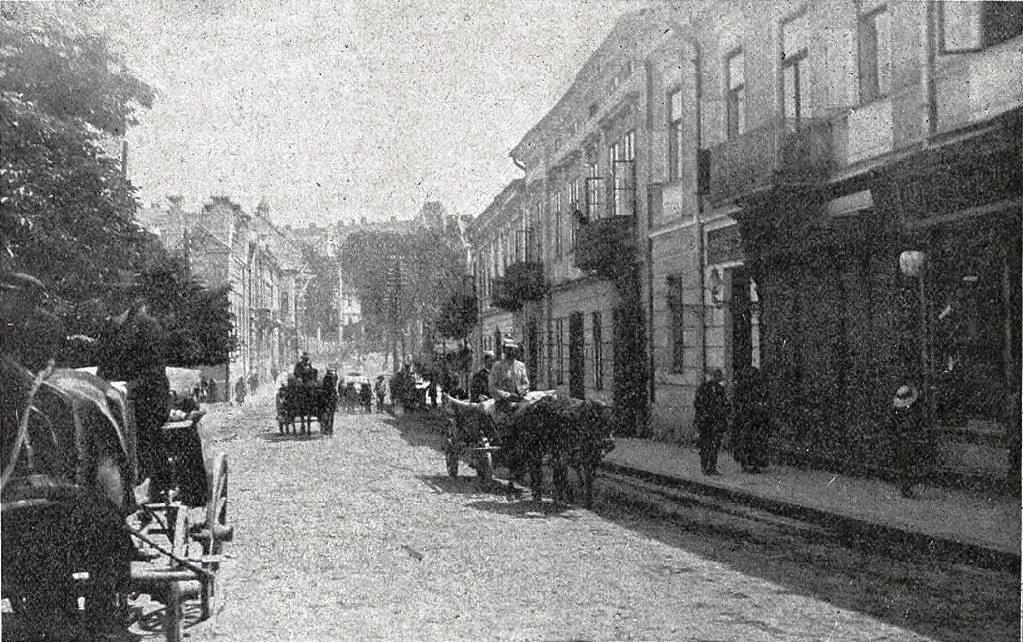
Вулиця Івана Мазепи, тоді ще вулиця Стрийська. Вигляд з боку площі Ринок. 1911 рік

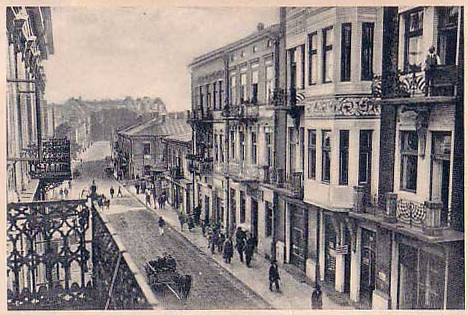
Вулиця Івана Мазепи. Поч. ХХ ст.

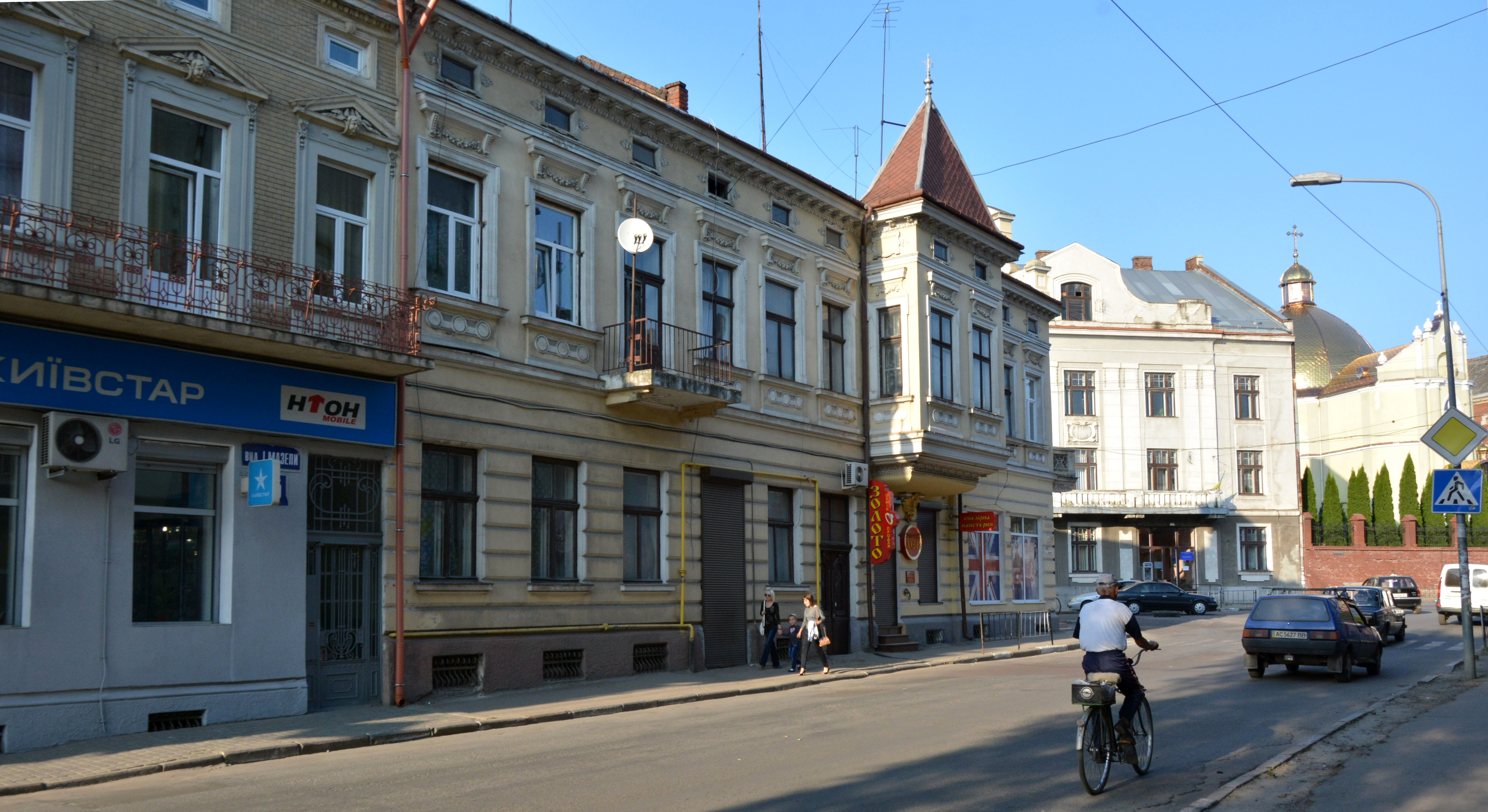
Вулиця Івана Мазепи на перетині з вул. Стрийською та Лесі Українки

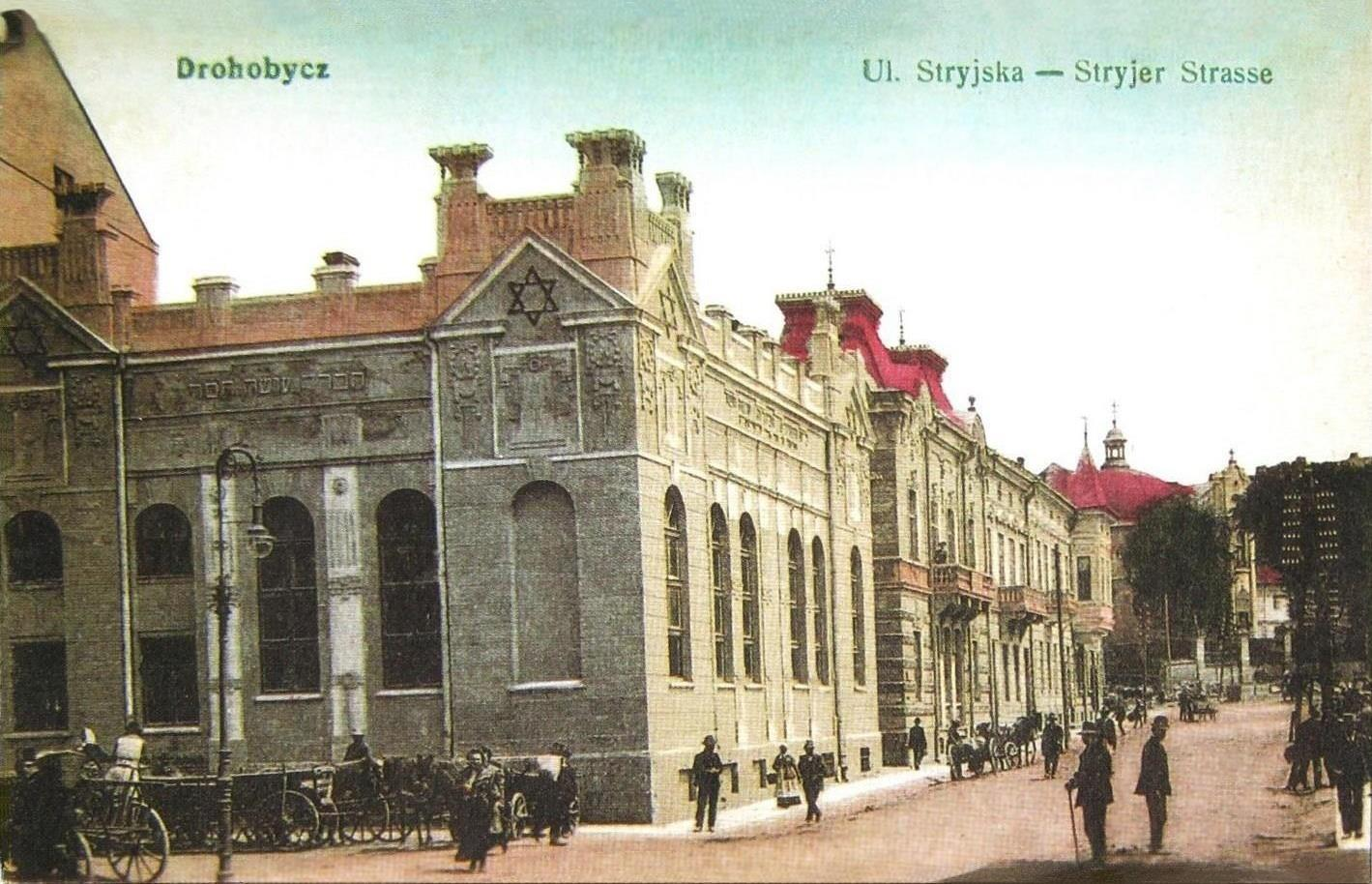
Синагога Осе Хесед між 1910 та 1915 роками

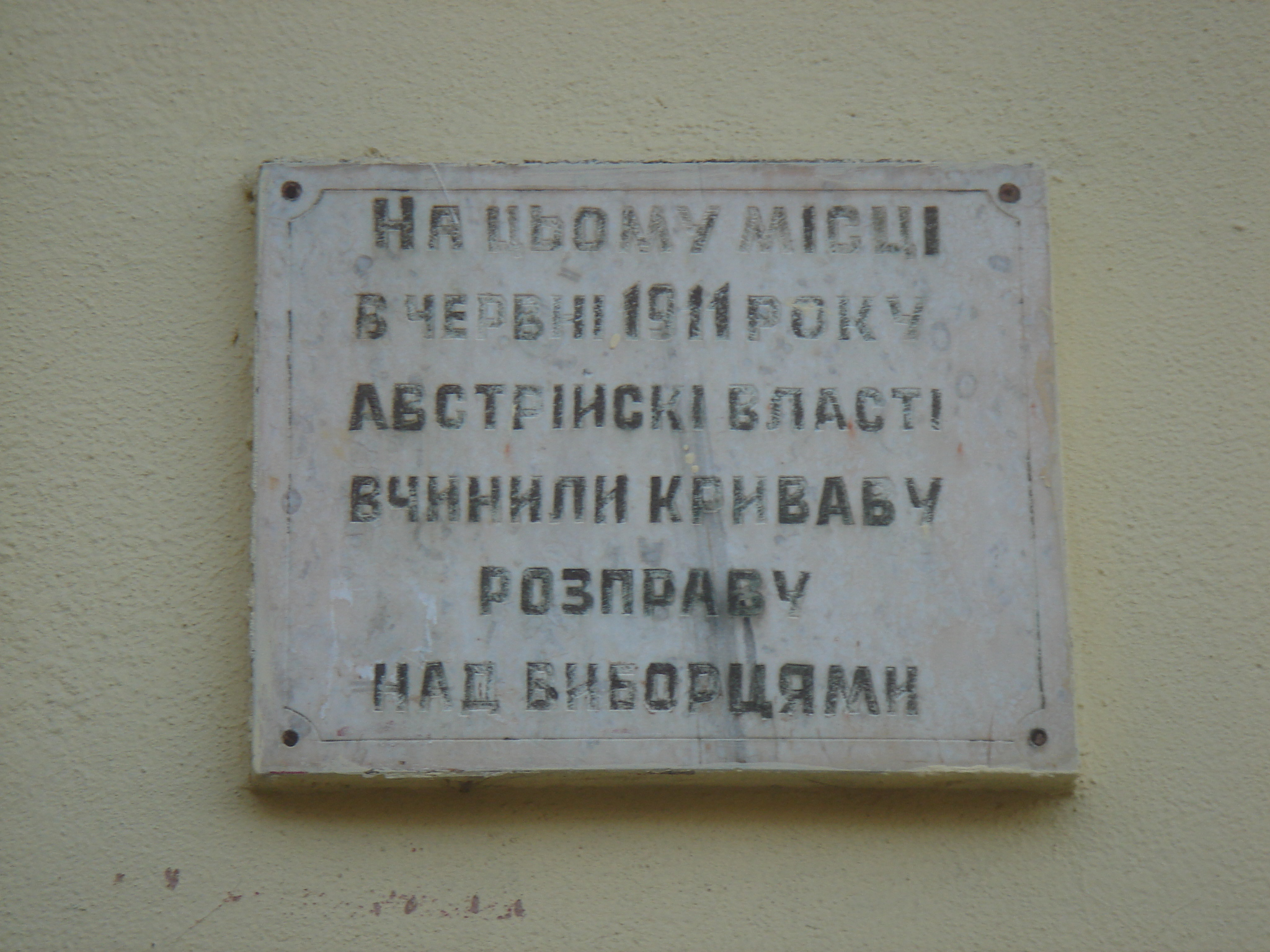
Меморіальна таблиця (1969, мармур). Вулиця І. Мазепи, 9 (на стіні з боку вул. Левицького)

Вулиця розпочинається від площі Ринок, та простягається до перетину вулиць Стрийської та Лесі Українки.
До вулиці Івана Мазепи прилягають вулиці: Завалля, Шевська, Йосипа Левицького, Шолом-Алейхема, Бруно Шульца та площа Театральна.

## Опис
Вулиця повністю асфальтована, на ній двосторонній автомобільний рух. Забудована, здебільшого, дво- та триповерховими будинками XIX — першої половини ХХ століття.
З вулицею пов'язаний Іван Франко та Бруно Шульц.

## Назва
Вулицю названо на честь визначного українського військового, політичного та державного діяча Івана Мазепи. 
У польський період носила назву Юзефа Пілсуцького, у радянський період, до 1990 року, — ім'я Фелікса Дзержинського.
У збірці Бруно Шульца «Цинамонові крамниці» одне з оповідань має назву «Вулиці Крокодилів». Дослідники творчості Бруно Шульца до «Вулиці Крокодилів» відносять сучасні вулиці Івана Мазепи та Стрийську. Шульц називає «Вулиці Крокодилів» периферійною, паразитичною ділянкою, яка була знаком цивілізаційного зіпсуття міста.

## З історії вулиці
Нинішня вулиця Івана Мазепи як окрема вулиця з'явилася майже сто років тому, коли наприкінці 1920-х років частину вулиці Стрийської було перейменовано на вулицю Пілсудського.
5 червня 1902 року в «Народному домі» (вул. Івана Мазепи, 16) пройшло віче солідарності зі страйком львівських будівельників, на якому Іван Франко виступив з промовою. На вшанування цієї події встановлена пам'ятна таблиця на будинку по вул. Івана Мазепи, 16.
19 червня 1911 року, під час виборів до австрійського парламенту, мешканці міста які були обурені фальсифікаціями, розгромили виборчу дільницю яка розташовувалася у будинку по вул. І. Мазепи, 9. Це переросло в масові протести проти махінацій. Жандарми розстріляли мітинг виборців. На місці було вбито 29 осіб, ще двоє відразу померли від ран, близько 100 поранено. Було вбито й французького громадянина, вчителя дрогобицької гімназії Євгена Бартелотті (Бартелота), що мало не спричинило дипломатичний скандал. На будинку по вулиці Івана Мазепи, 9 встановлено пам'ятну таблиця про «криваві вибори».
1 лютого 1912 року, в міській спортивній залі (вул. І.Мазепи, 9), Іван Франко на запрошення вчителя школи та свого приятеля Василя Ратальського читав дрогобичанам безсмертну поему «Мойсей». На цю зустріч прийшло приблизно 400 осіб. Читав, як згадували очевидці, тихо й повільно, а допомагав перегортати сторінки Ратальський. Після цього Іван Франко відвідав могилу свого вчителя із нормальної школи о.Івана-Юліана Німиловича, що похований на цвинтар у Задвірній. Це був передостанній приїзд Івана Франка в Дрогобич.
У травні 1912 року відділ Дрогобицької управи товариства «Взаємна поміч українського вчительства» поставив у тодішньому «Народному домі» (вул. Мазепи, 16) драму Івана Франка «Украдене щастя». 11 квітня 1913 році у тодішньому «Народному домі» (вул. Мазепи, 16), з ініціативи та при активній участі Григорія Коссака, відбулося відзначення 40-річчя літературної діяльності Івана Франка.
У 1928-1929 роках, на місці гімнастичної зали та парку Крашевського, було побудовано «Торгова галя» — перший супермаркет міста, який займав цілий квартал з фасадами на чотири боки. Місце під будівництво «Торгової гали» магістрат надав купцеві Рапопорту. Протягом 25 років той мав право здавати дім під крамниці, збирати податок з власників, після чого повернути його магістратові. Будинок №9 по вулиці Івана Мазепи є частиною колишньої «Торгової гали». У радянські часи тут діяли крамниця «Дитячий світ» та ще ряд інших торгових закладів, установ, гуртожиток педагогічного інституту.
У ніч з 18 на 19 листопада 1937 року було зухвало пограбовано аптеку «Під Архангелом». Злодії вирили підземний тунель і вкрали майна на суму 900 злотих.

## Об'єкти вулиці Івана Мазепи
- № 1 — Ресторан «Сіль grill& lounge», колишня аптека Людвіка Добженецького, яка згадується з 1870 року[18]
- № 2 — Крамниця електротоварів «Сяйво», колишня цукорня купця Ю.Федевича
- № 5 — Крамниця та сервісний центр «KoMbO»
- № 5/1 — Ювелірна крамниця «Золотий лев»
- № 6 — Крамниця «Морозко», колишня м'ясна крамниця Пеця
- № 7 — Відділення «Приватбанку» (1-й поверх), Дрогобицька міська друкарня та видавництво «Пóсвіт» (2-й поверх)[19], колишня друкарня Арона Герша Жупника
- № 8 — Житловий будинок, колишня кам'яниця адвоката Юзефа Фрідмана, збудована у другій половині XIX ст.[20]
- № 9 — Відділення «Ощадбанку», Ресторан-піцерія «FOTEL» та крамниця «Майстерія», колишня «Торгова галя»
- № 10 — Страхова група «ТАС»
- № 11 — Спортивний клуб з боксу «Спартак», колишня синагога Осе Хесед[21]
- № 12 — Піцерія «Tarantino»[22]
- № 16 — Житловий будинок, колишній «Народний дім»
- № 14 — Книжкова крамниця «Каменяр», будівля побудована при радянській владі
- № 17 — Відділення «Укрсиббанку», колишня аптека «Під Архангелом»
- № 22 — Ресторан «Пастель»[23]
- № 28 — Крамниця «Тканини»

## Світлини

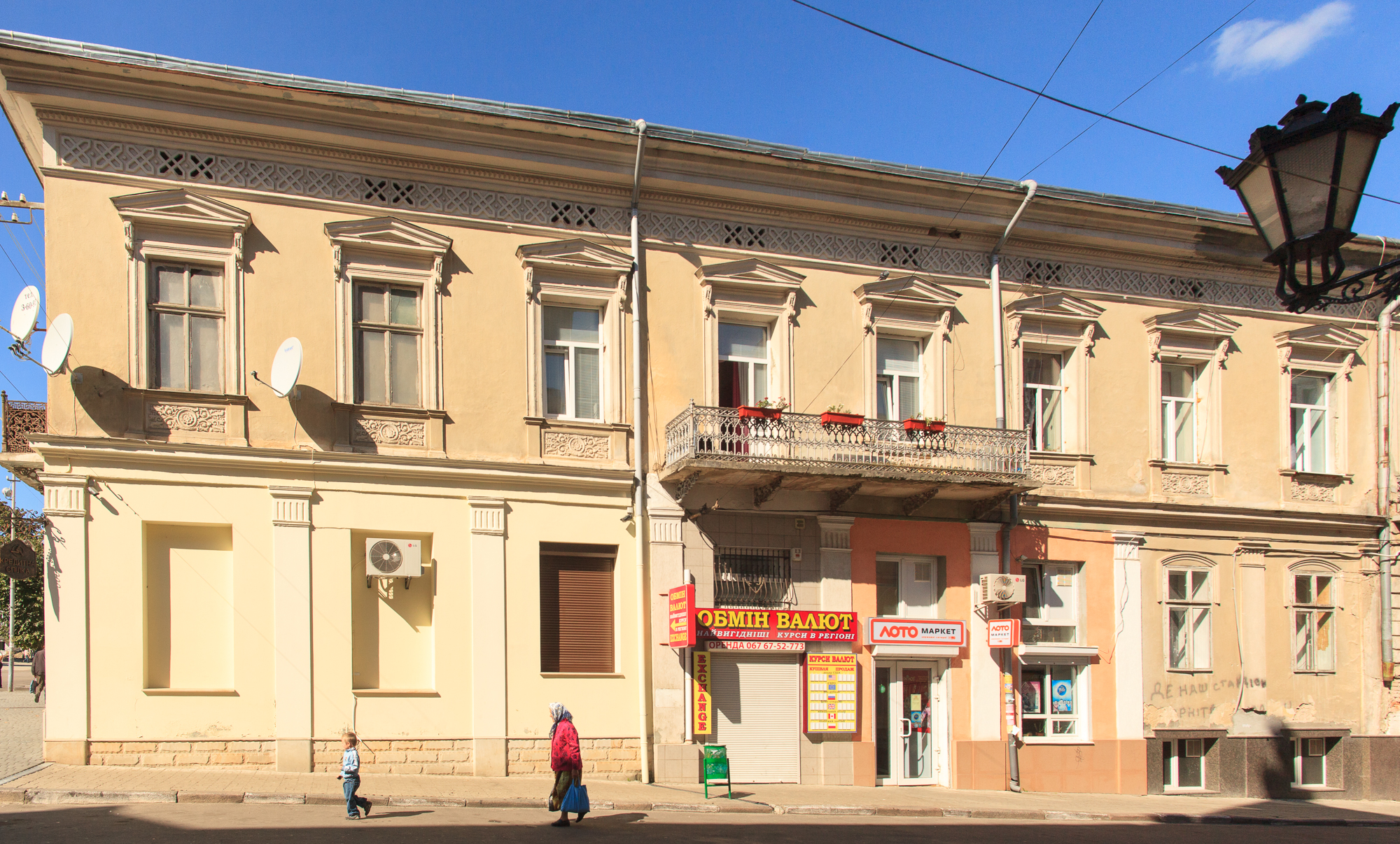
Будинок. Вулиця Івана Мазепи, 1
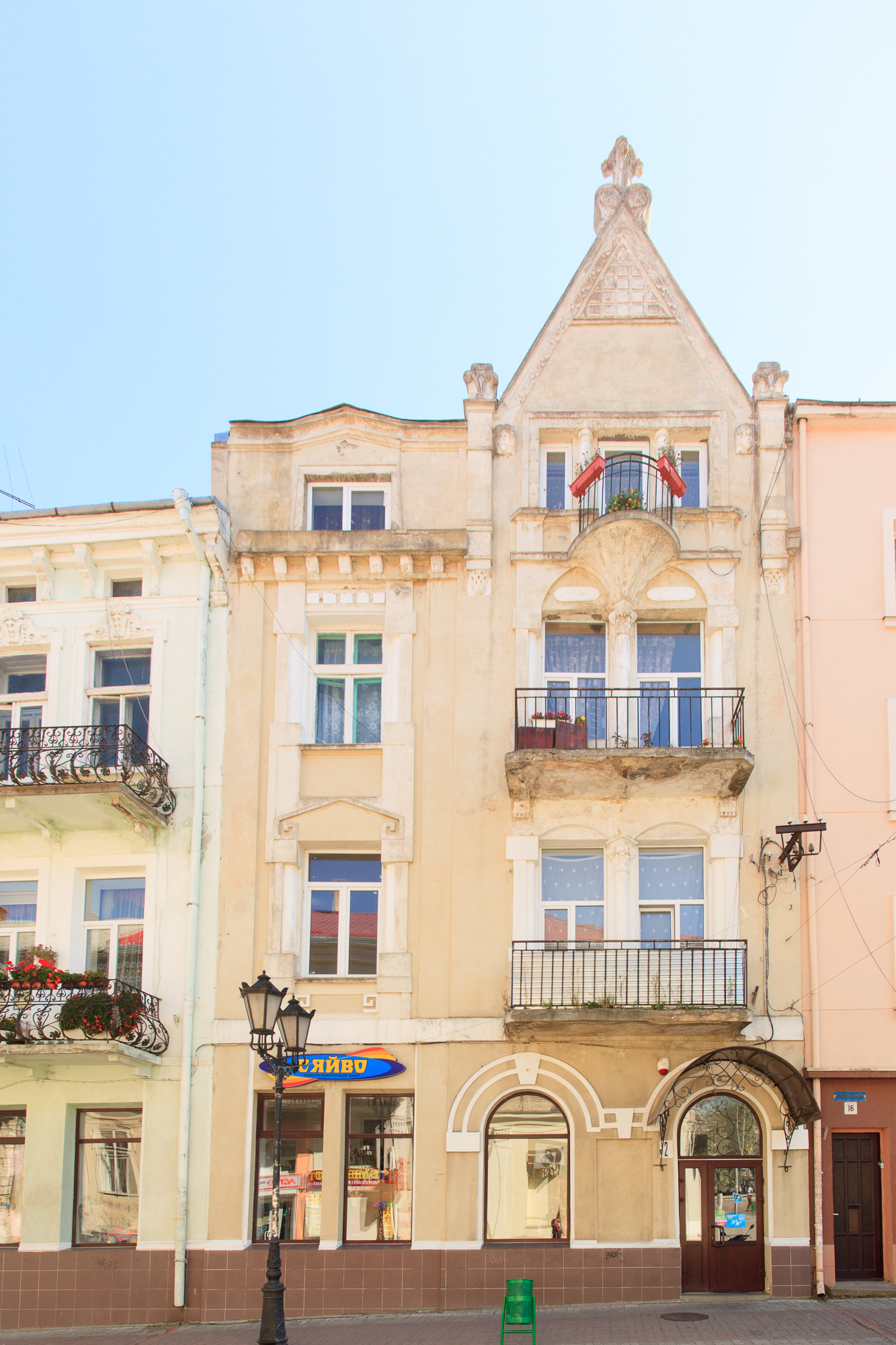
Будинок. Вулиця Івана Мазепи, 2
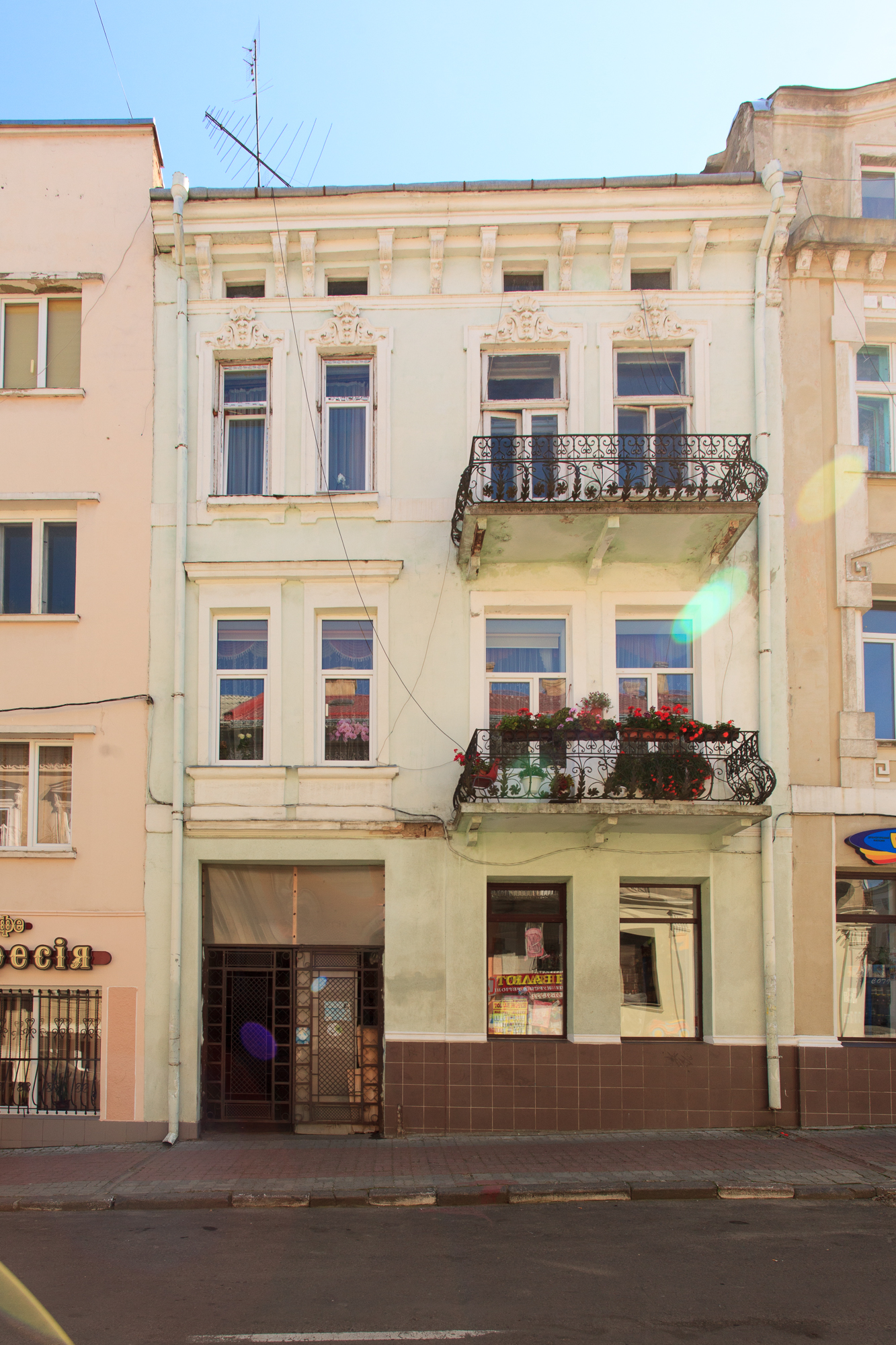
Будинок. Вулиця Івана Мазепи, 4
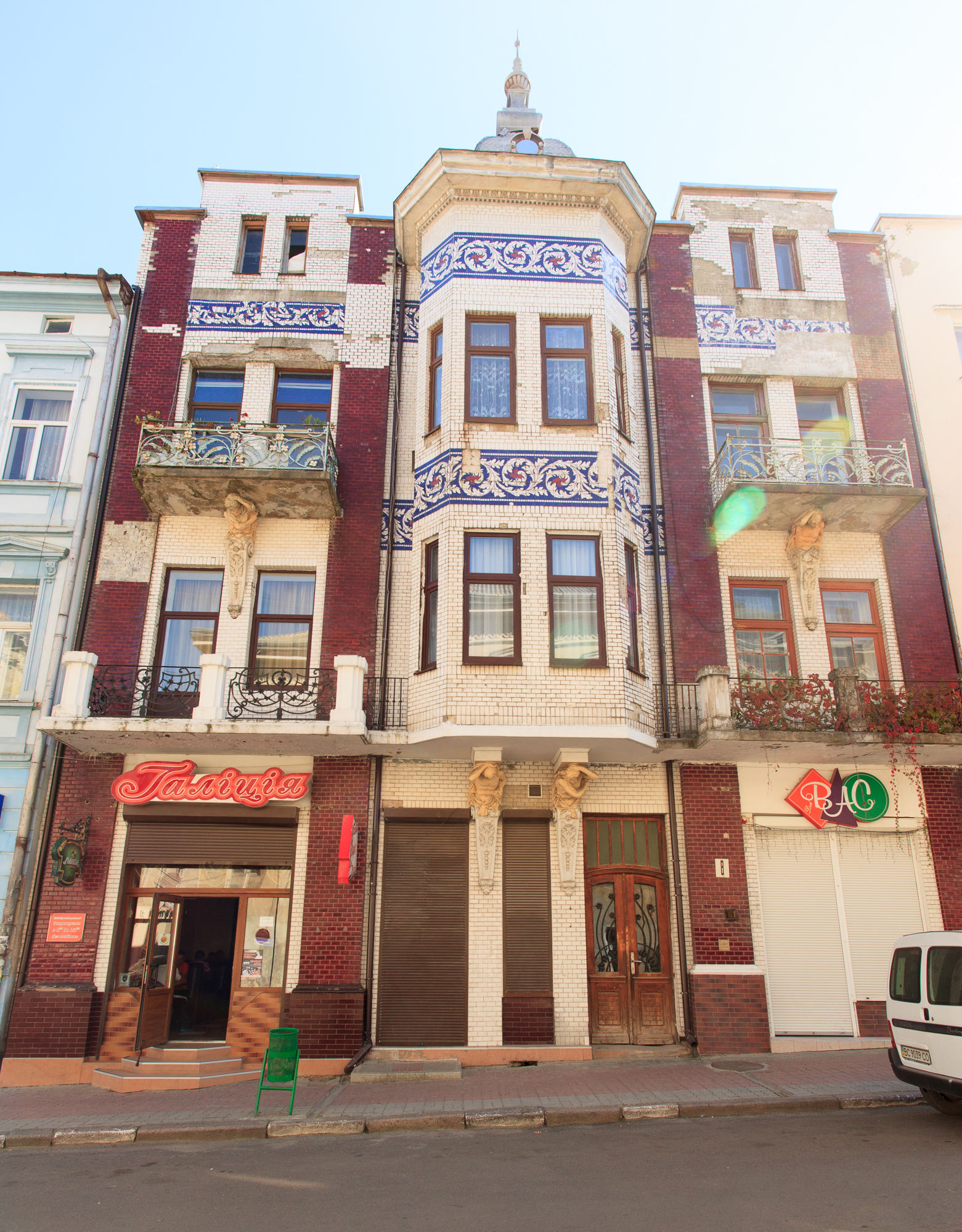
Будинок. Вулиця Івана Мазепи, 8
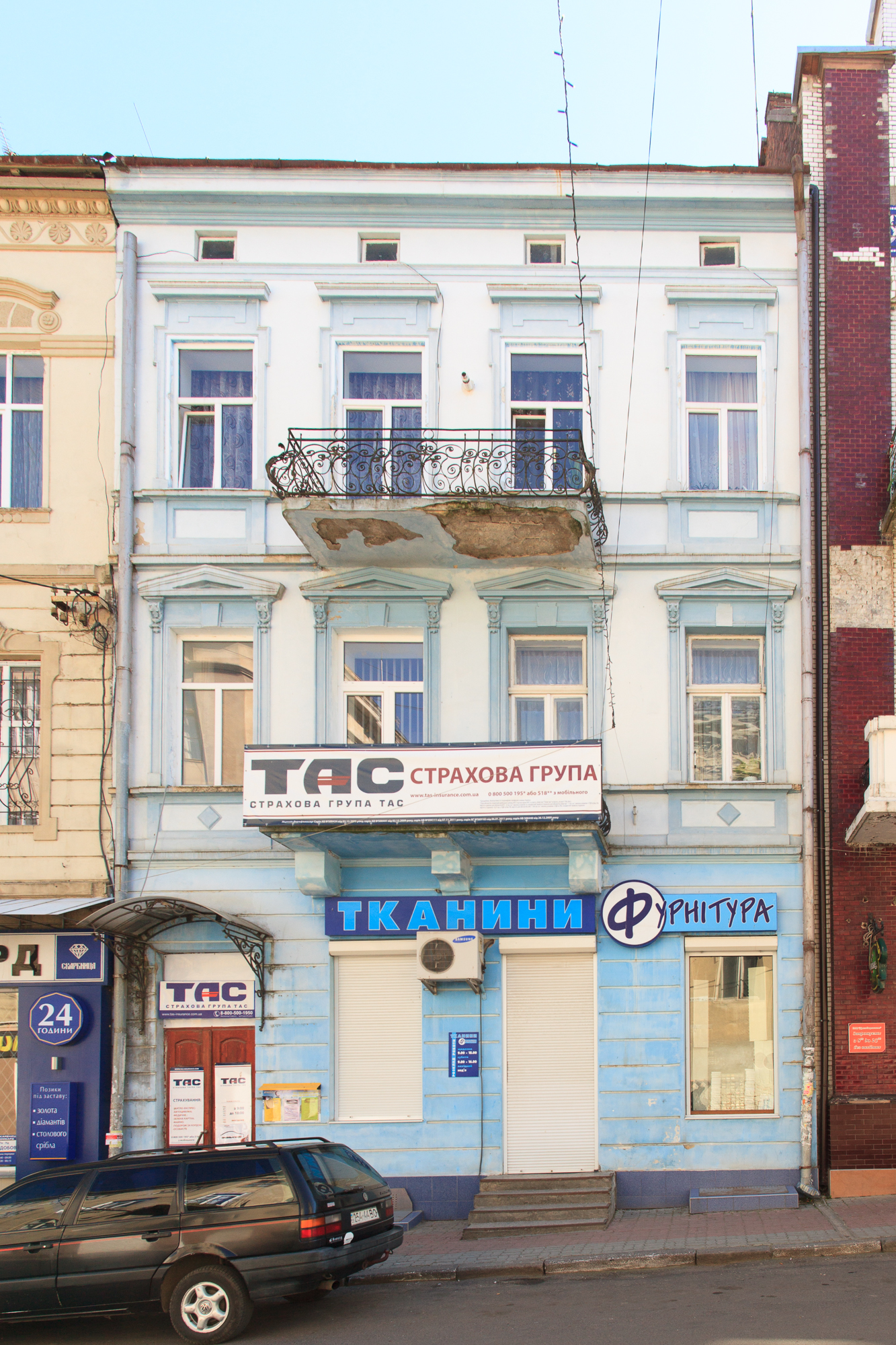
Будинок. Вулиця Івана Мазепи, 10
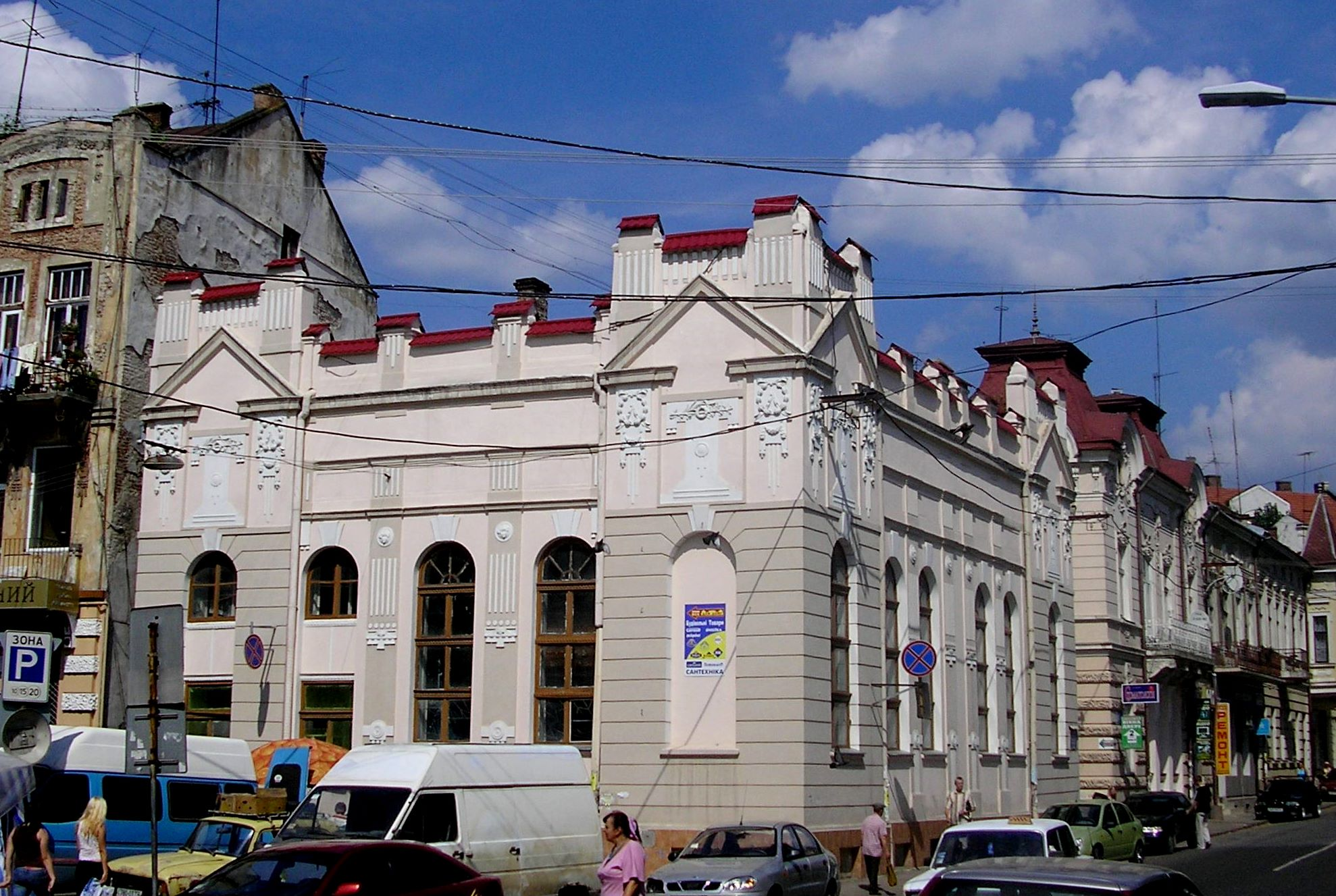
Будівля колишньої Синагоги Осе Хесед. Вулиця Івана Мазепи, 11

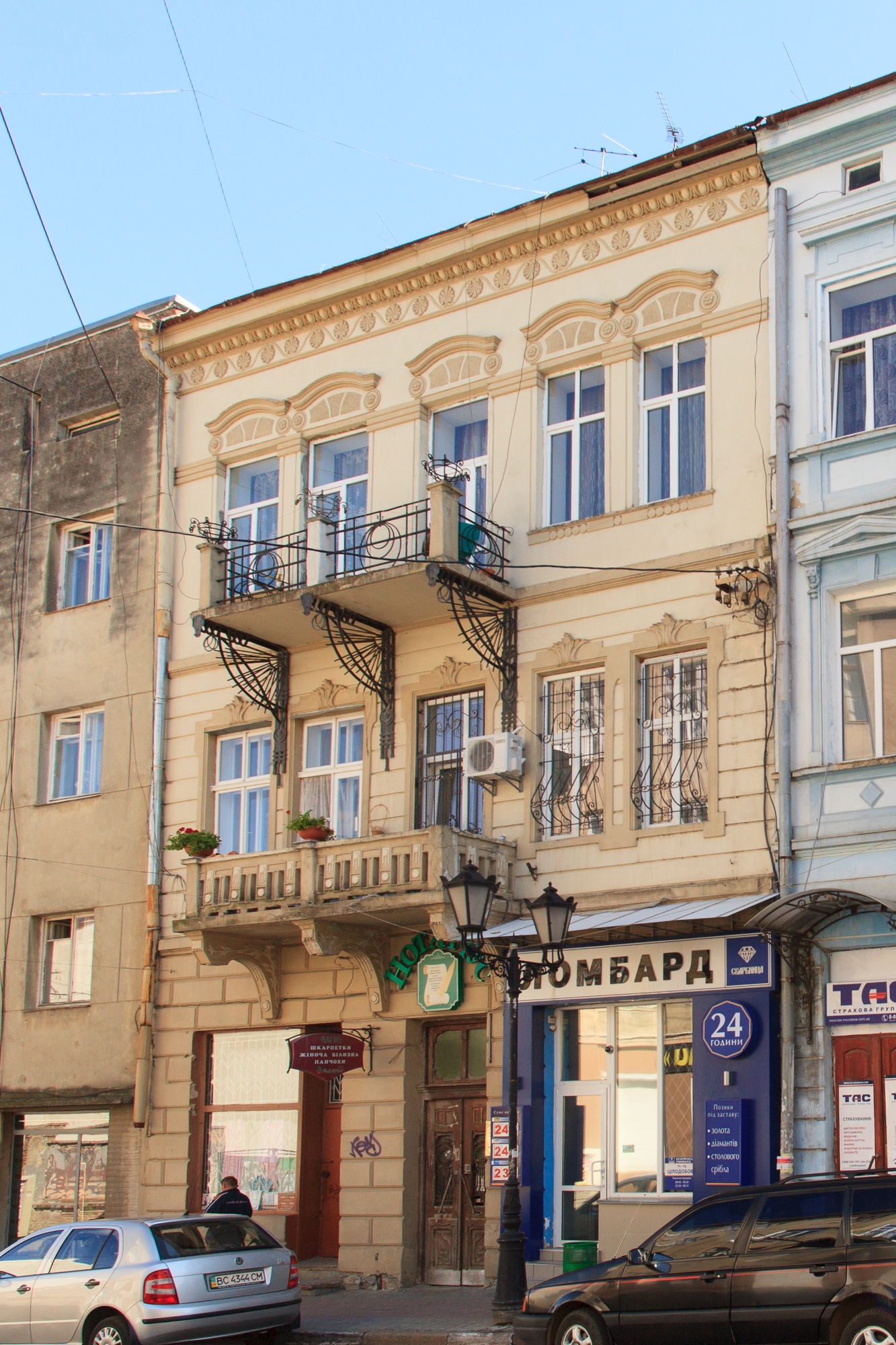
Будинок. Вулиця Івана Мазепи, 12
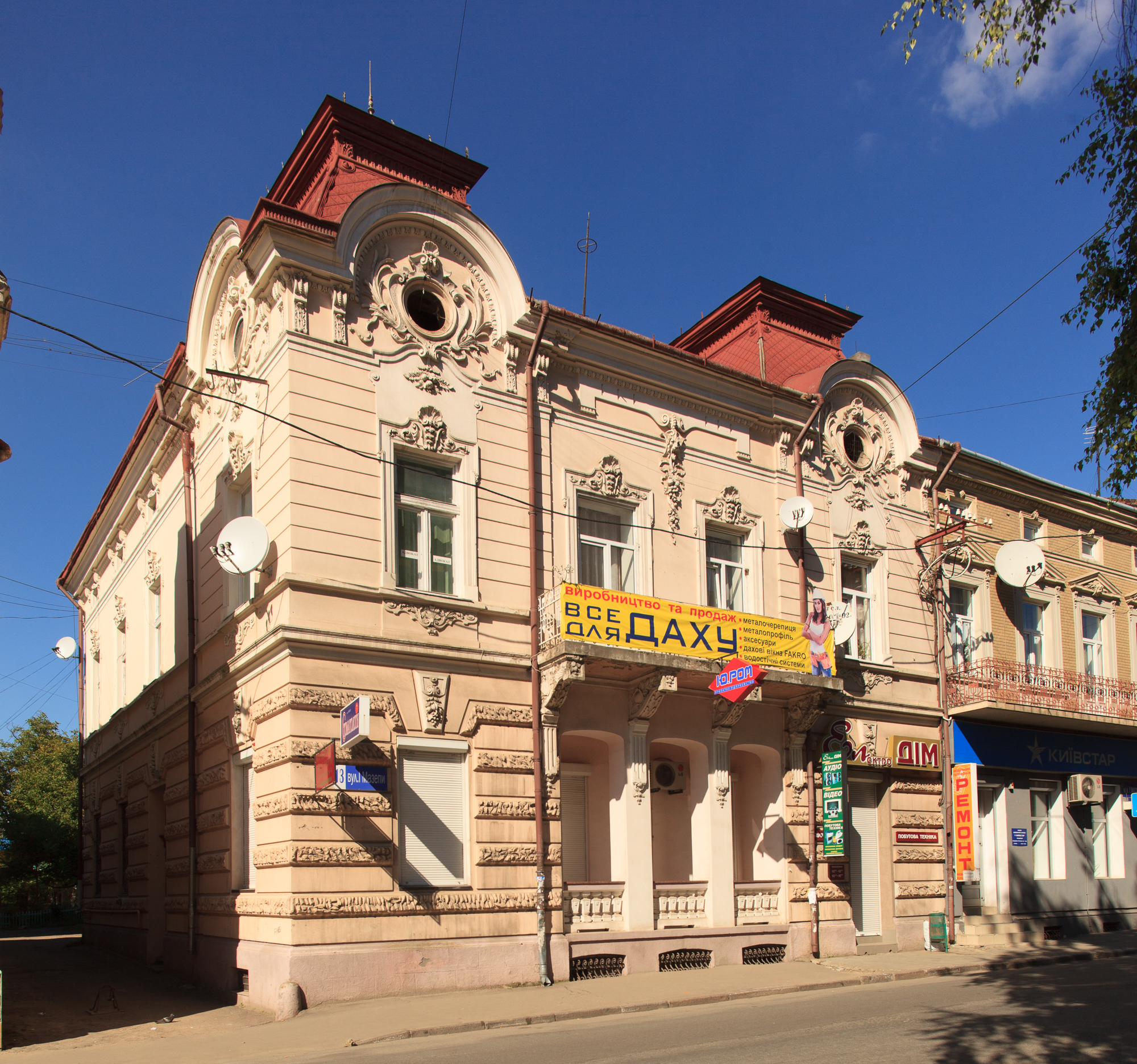
Будинок. Вулиця Івана Мазепи, 13
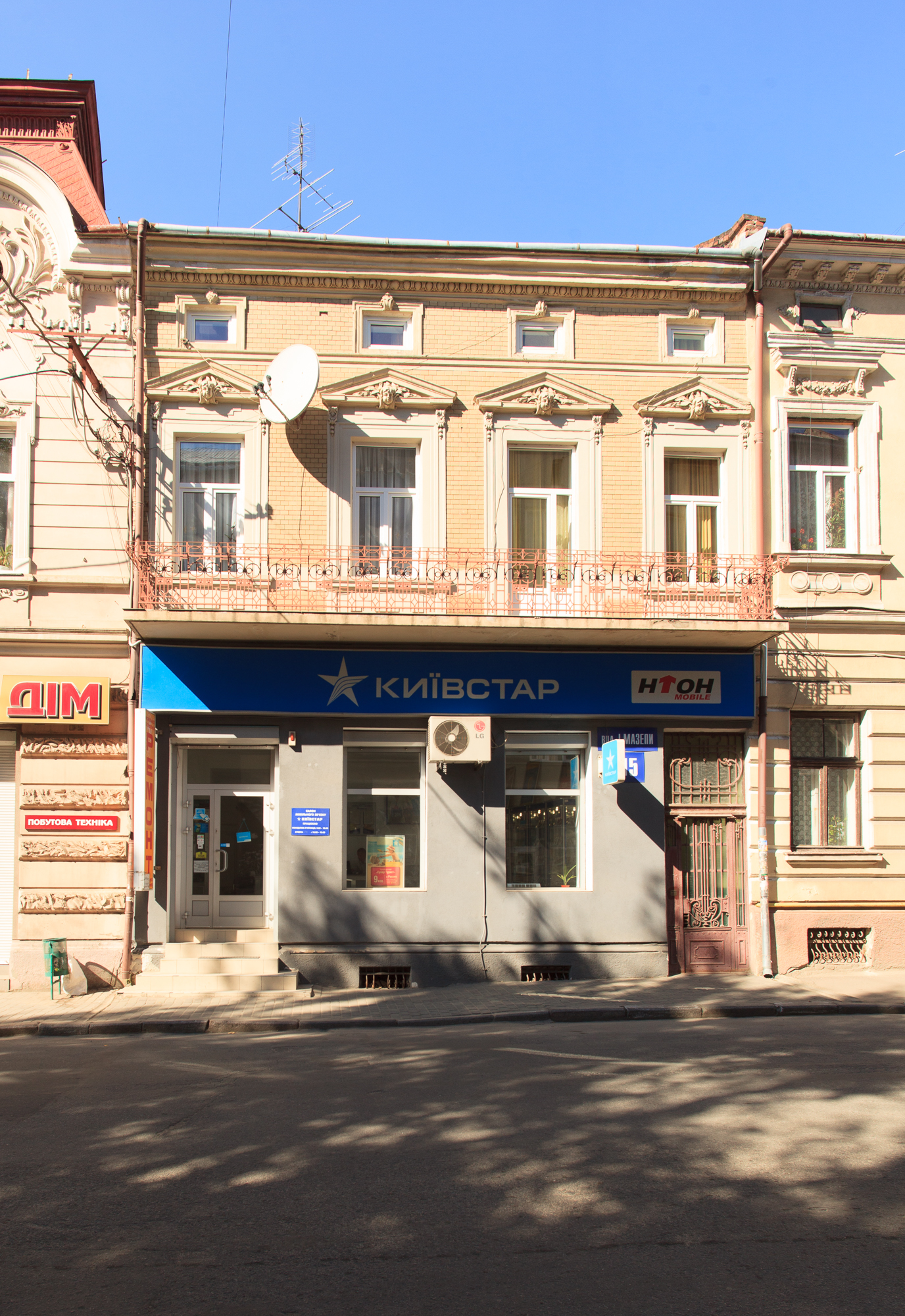
Будинок. Вулиця Івана Мазепи, 15
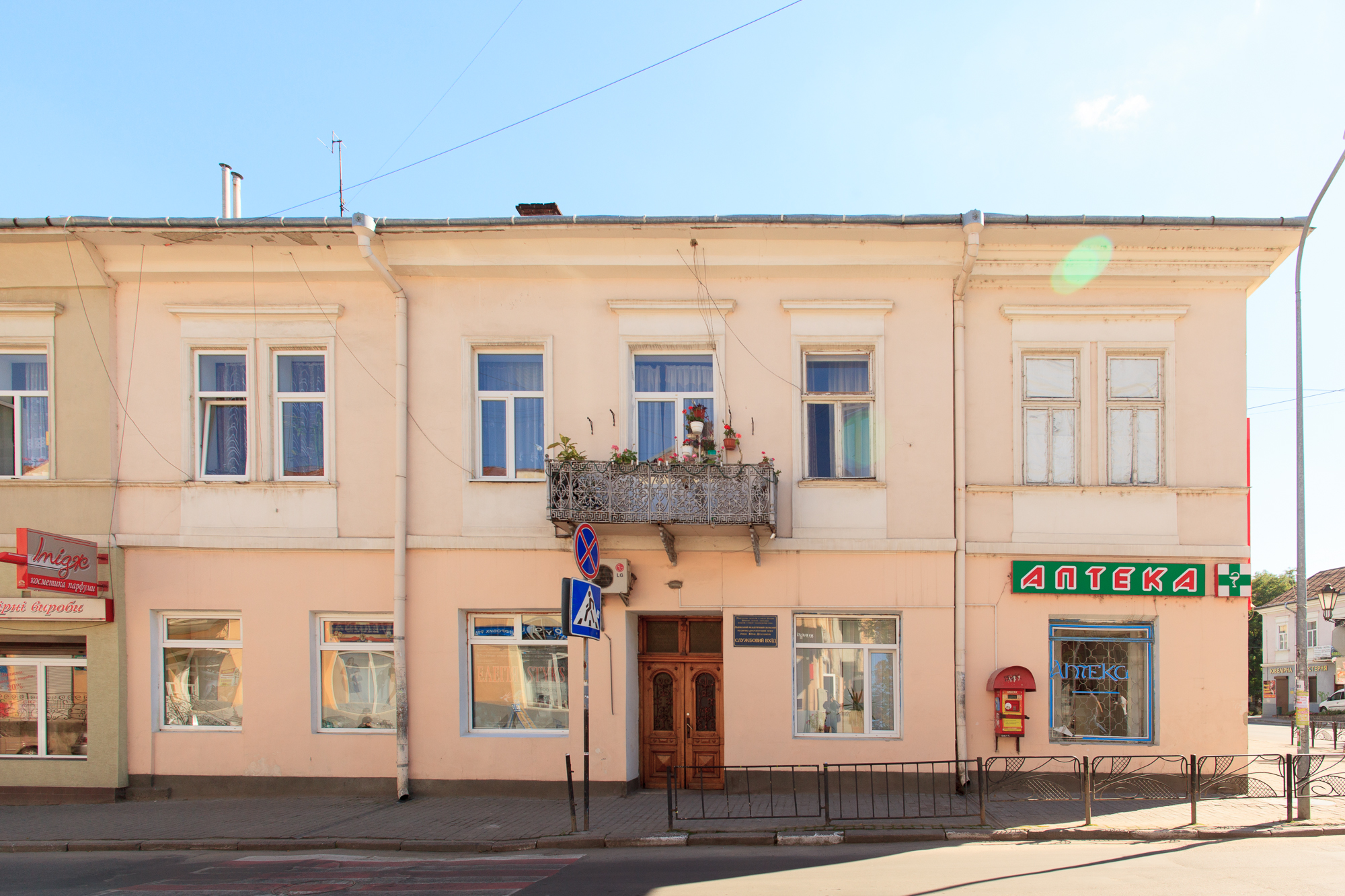
Будинок. Вулиця Івана Мазепи, 16
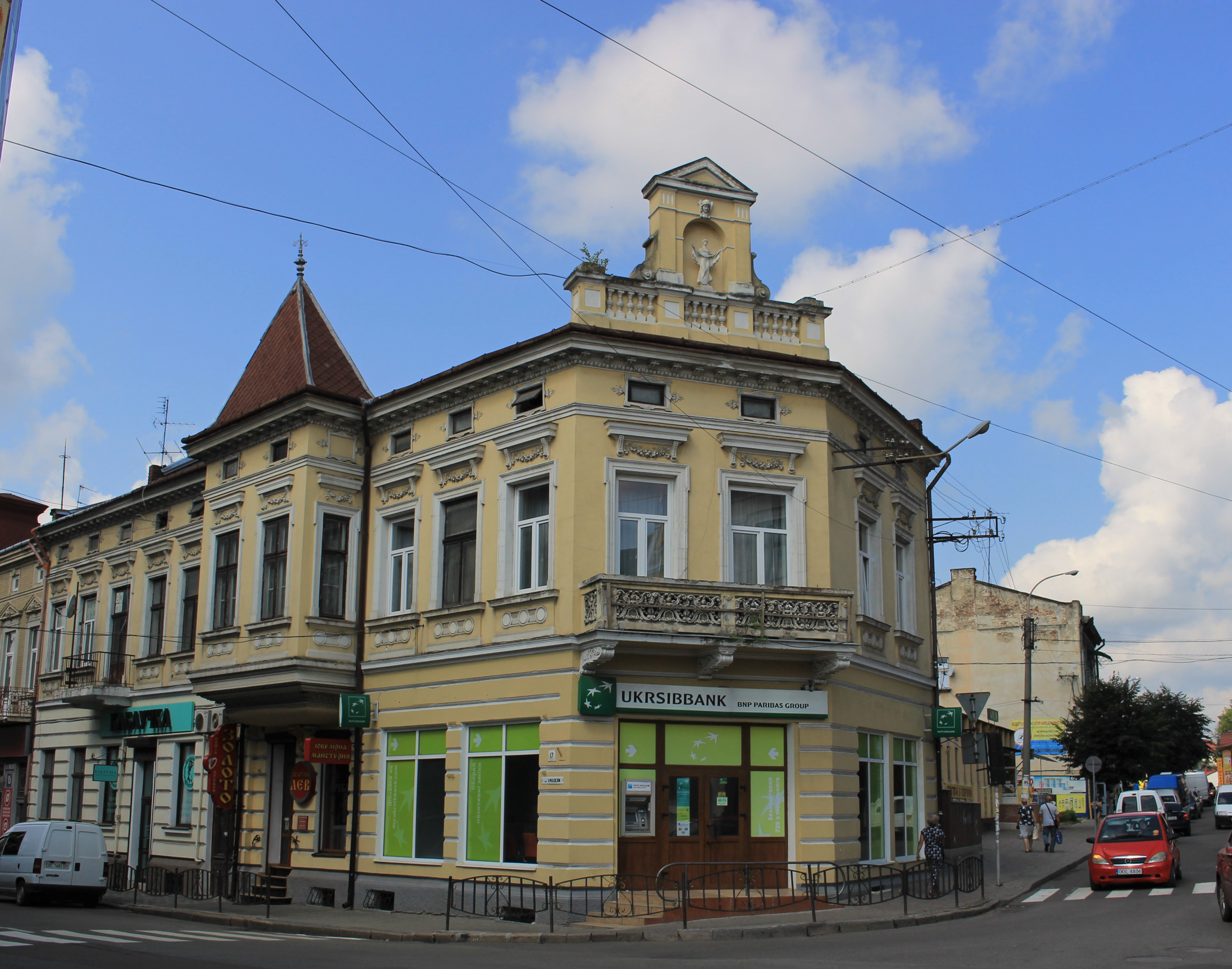
Будинок. Вулиця Івана Мазепи, 17